# Der letzte Mohikaner (1971)
Der letzte Mohikaner (englischer Originaltitel: The Last of the mohicans) ist eine achtteilige Fernsehserie der BBC aus dem Jahre 1971. Die Regie führte David Maloney. Es ist eine von mehreren Verfilmungen des Romans Der letzte Mohikaner von James Fenimore Cooper.

## Dreharbeiten
Die Dreharbeiten fanden 1971 in Schottland statt.

## Veröffentlichungen

### Fernsehausstrahlungen
Die Erstausstrahlung erfolgte auf BBC One am 17. Januar 1971. Die deutsche Erstausstrahlung erfolgte am 16. Mai 1972 in der ARD.

### Veröffentlichung auf DVD und Blu-ray
Die Serie erschien am 24. November 2017 als Serienbox auf DVD und Blu-Ray beim Pidax Film- und Hörspielverlag.

## Auszeichnungen
Die Serie wurde zweimal für den Emmy nominiert.